# (2900) Luboš Perek
(2900) Luboš Perek est un astéroïde de la ceinture principale.

## Description
(2900) Luboš Perek est un astéroïde de la ceinture principale. Il fut découvert le 14 janvier 1972 à Bergedorf par Luboš Kohoutek. Il présente une orbite caractérisée par un demi-grand axe de 3,02 UA, une excentricité de 0,10 et une inclinaison de 10,2° par rapport à l'écliptique.

## Compléments